# Shaw (Misisipi)
Shaw es una ciudad situada entre el condado de Bolivar y el condado de Sunflower, Misisipi, Estados Unidos. Según el censo de 2000 tenía una población de 2.312 habitantes y una densidad de población de 804.2 hab/km².

## Demografía
Según el censo de 2000, había 2.312 personas, 753 hogares y 573 familias residiendo en la localidad. La densidad de población era de 804,2 hab./km². Había 785 viviendas con una densidad media de 273,1 viviendas/km². El 7,31% de los habitantes eran blancos, el 92,08% afroamericanos, el 0,04% amerindios, el 0,09% asiáticos, el 0,04% isleños del Pacífico, el 0,22% de otras razas y el 0,22% pertenecía a dos o más razas. El 0,99% de la población eran hispanos o latinos de cualquier raza.
Según el censo, de los 753 hogares en el 37,6% había menores de 18 años, el 33,5% pertenecía a parejas casadas, el 37,8% tenía a una mujer como cabeza de familia, y el 23,9% no eran familias. El 21,4% de los hogares estaba compuesto por un único individuo, y el 8,6% pertenecía a alguien mayor de 65 años viviendo solo. El tamaño promedio de los hogares era de 3,07 personas y el de las familias de 3,58.
La población estaba distribuida en un 33,9% de habitantes menores de 18 años, un 11,7% entre 18 y 24 años, un 25,6% de 25 a 44, un 18,9% de 45 a 64, y un 9,9% de 65 años o mayores. La media de edad era 29 años. Por cada 100 mujeres había 82,9 hombres. Por cada 100 mujeres de 18 años o más, había 74,6 hombres.
Los ingresos medios por hogar en la localidad eran de 18.878 dólares ($), y los ingresos medios por familia eran 19.393 $. Los hombres tenían unos ingresos medios de 21.181 $ frente a los 18.816 $ para las mujeres. La renta per cápita para la ciudad era de 9.070 $. El 41,6% de la población y el 41,3% de las familias estaban por debajo del umbral de pobreza. El 53,5% de los menores de 18 años y el 31,3% de los habitantes de 65 años o más vivían por debajo del umbral de pobreza.

## Geografía
Según la Oficina del Censo de los Estados Unidos, Shaw tiene un área total de 0.0 km² de los cuales 0.0 km² corresponden a tierra firme y 0.0 km² a agua. El porcentaje total de superficie con agua es 0.0.